# Metten
Metten település Németországban, azon belül Bajorországban. Lakosainak száma 4290 fő (2023. december 31.). Metten Deggendorf, Offenberg, Stephansposching, Grafling és Bernried községekkel határos.

## Népesség
A település népessége az elmúlt években az alábbi módon változott:
| Lakosok száma | 1974 | 3198 | 3505 | 3680 | 4161 | 4190 | 4176 | 4206 | 4170 | 4290 |
|               | 1875 | 1950 | 1975 | 1987 | 2012 | 2014 | 2016 | 2017 | 2021 | 2023 |

## Fekvése
Deggendorftól 5 km-rel északnyugatra fekvő település.

## Leírása

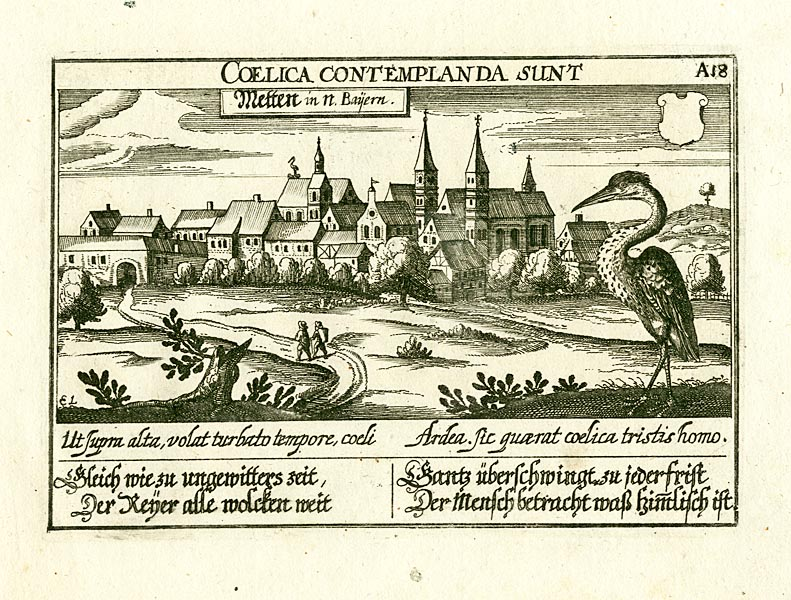
Metten egy régi metszeten

Benedekrendi kolostorát 790 körül alapította Utto remete. A remete gótikus stílusú síremléke a kerengőben található.
A kolostor a 18. század elején kapta mai formáját. 80.000 kötetes könyvtárterme stukkókkal és freskókkal gazdagon díszített.
A templom előcsarnokának freskói a kolostor történetét ábrázolják. A templom főoltárának festményén Szt. Mihály győzelmét a sátán felett Cosmas Damian Asam festette meg.
Mettentől északnyugatra a dombtetőn emelkedő Himmelberg-kastély a kolostor apáturainak nyári rezidenciája volt.

## Galéria

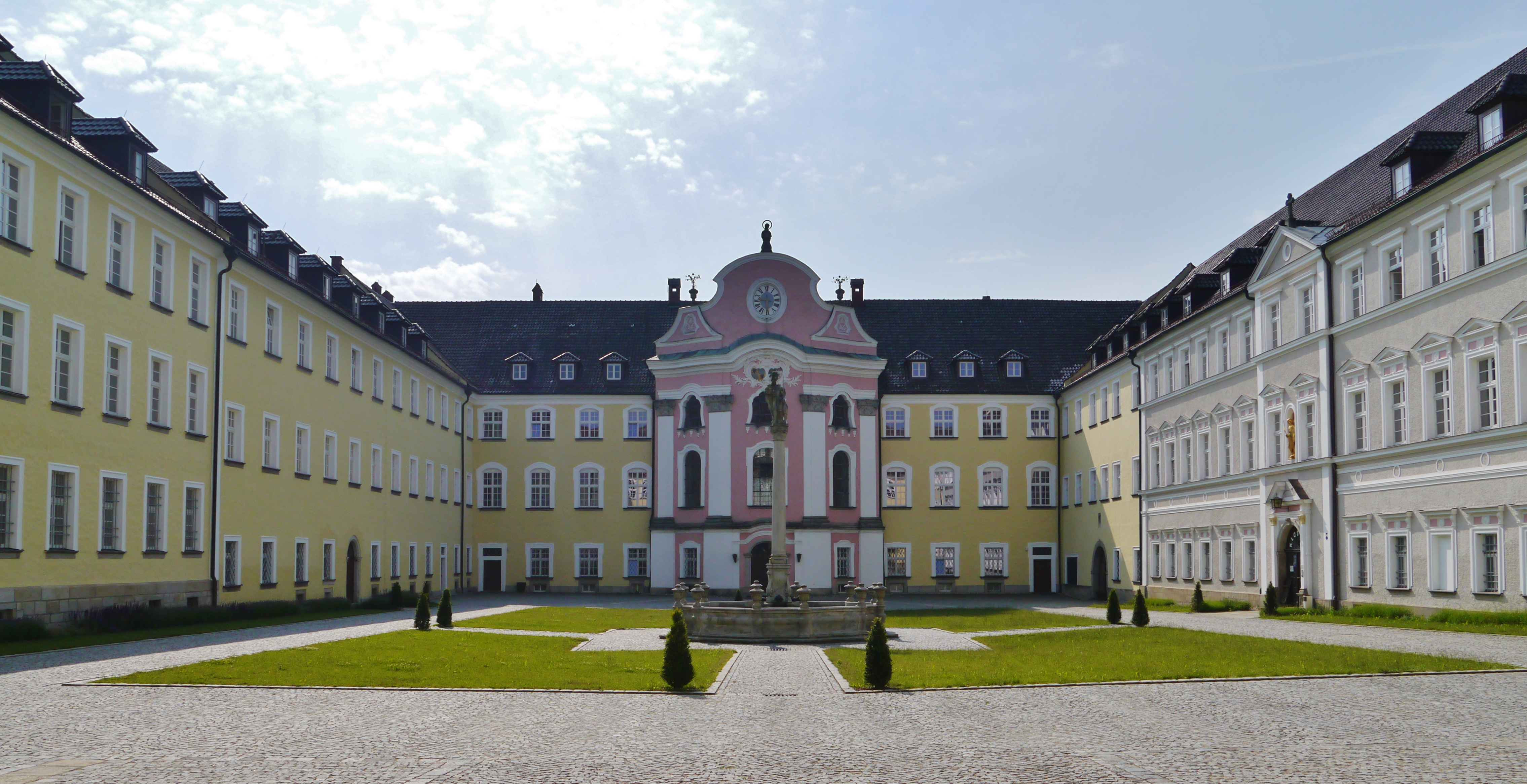
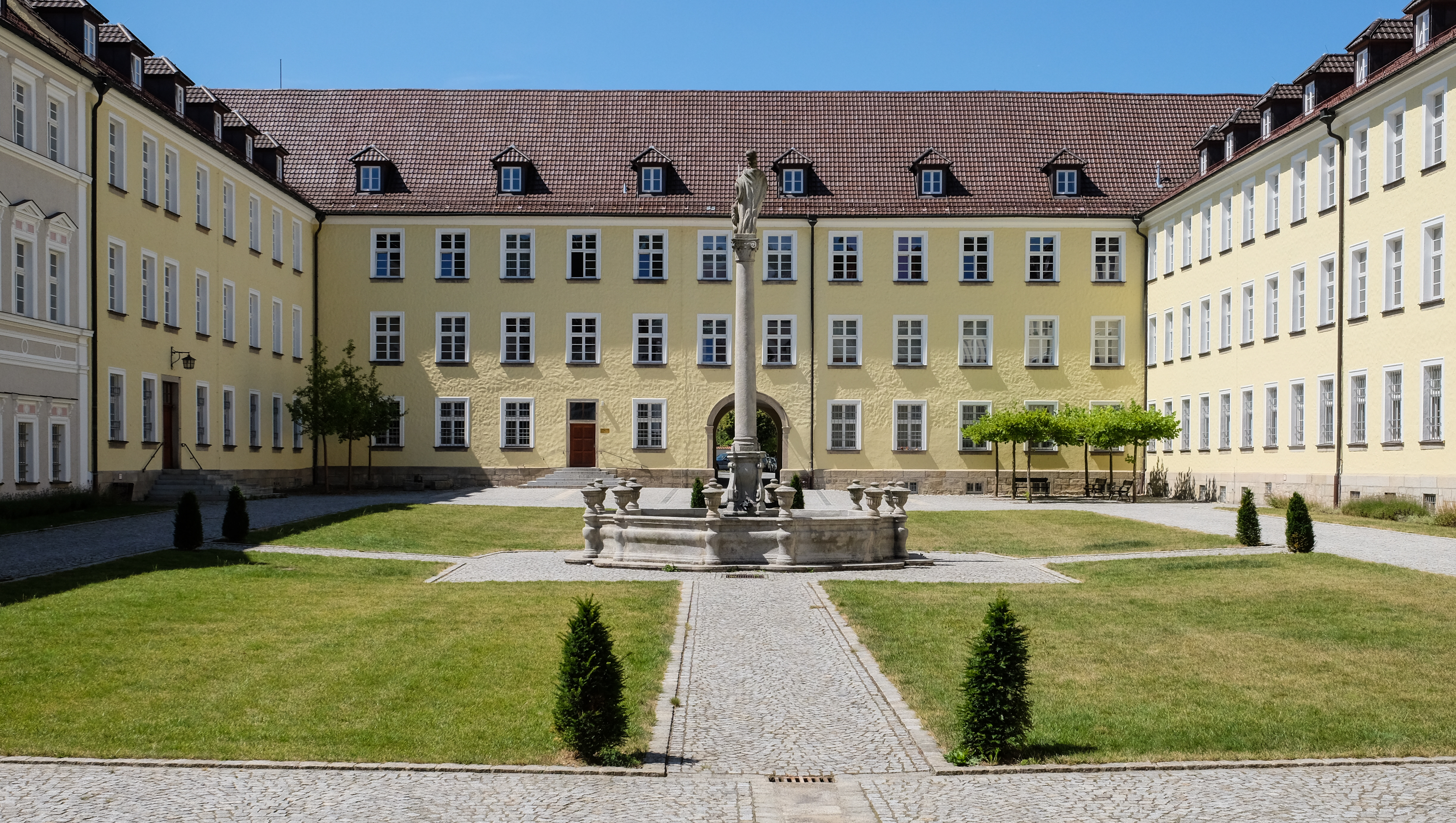
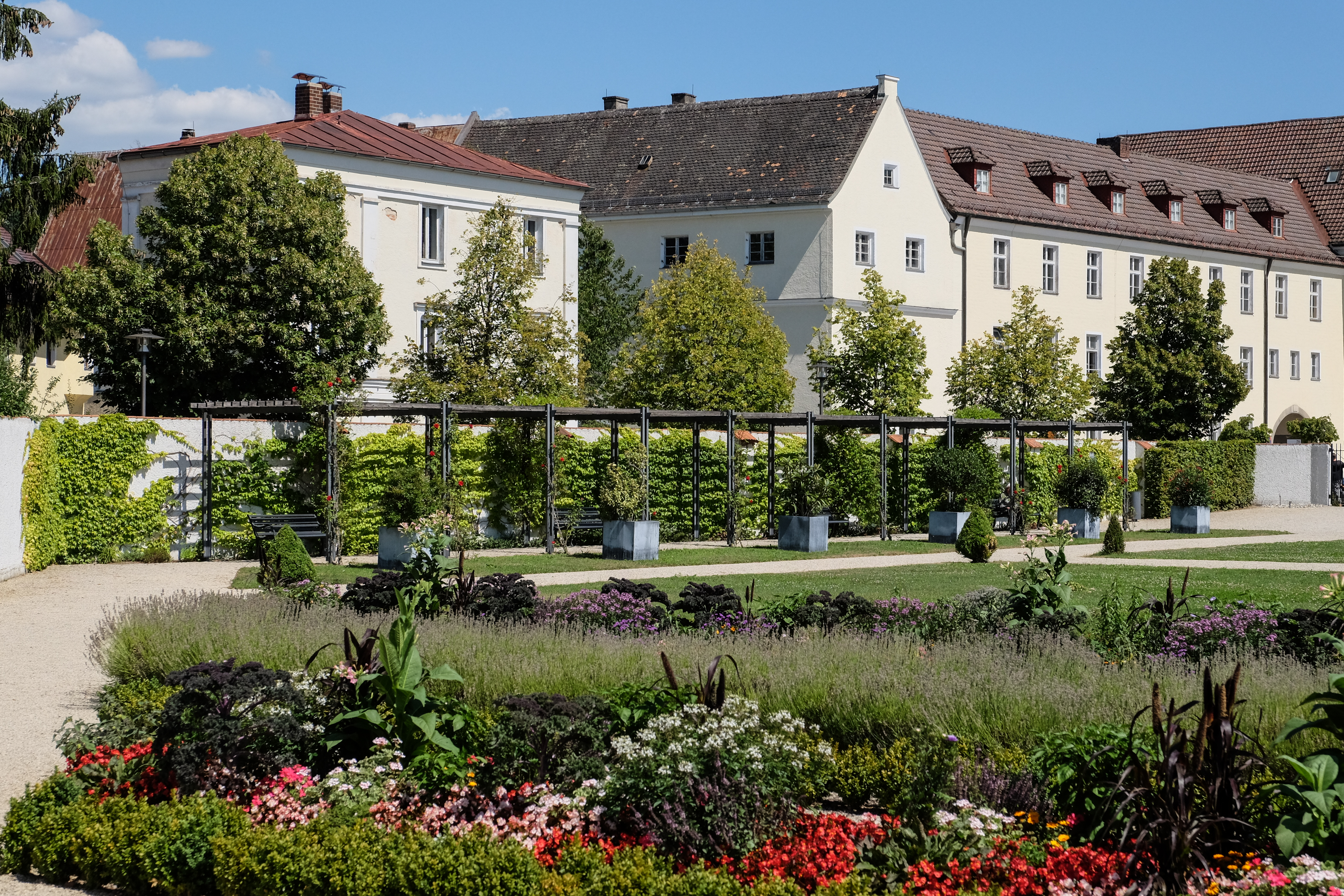
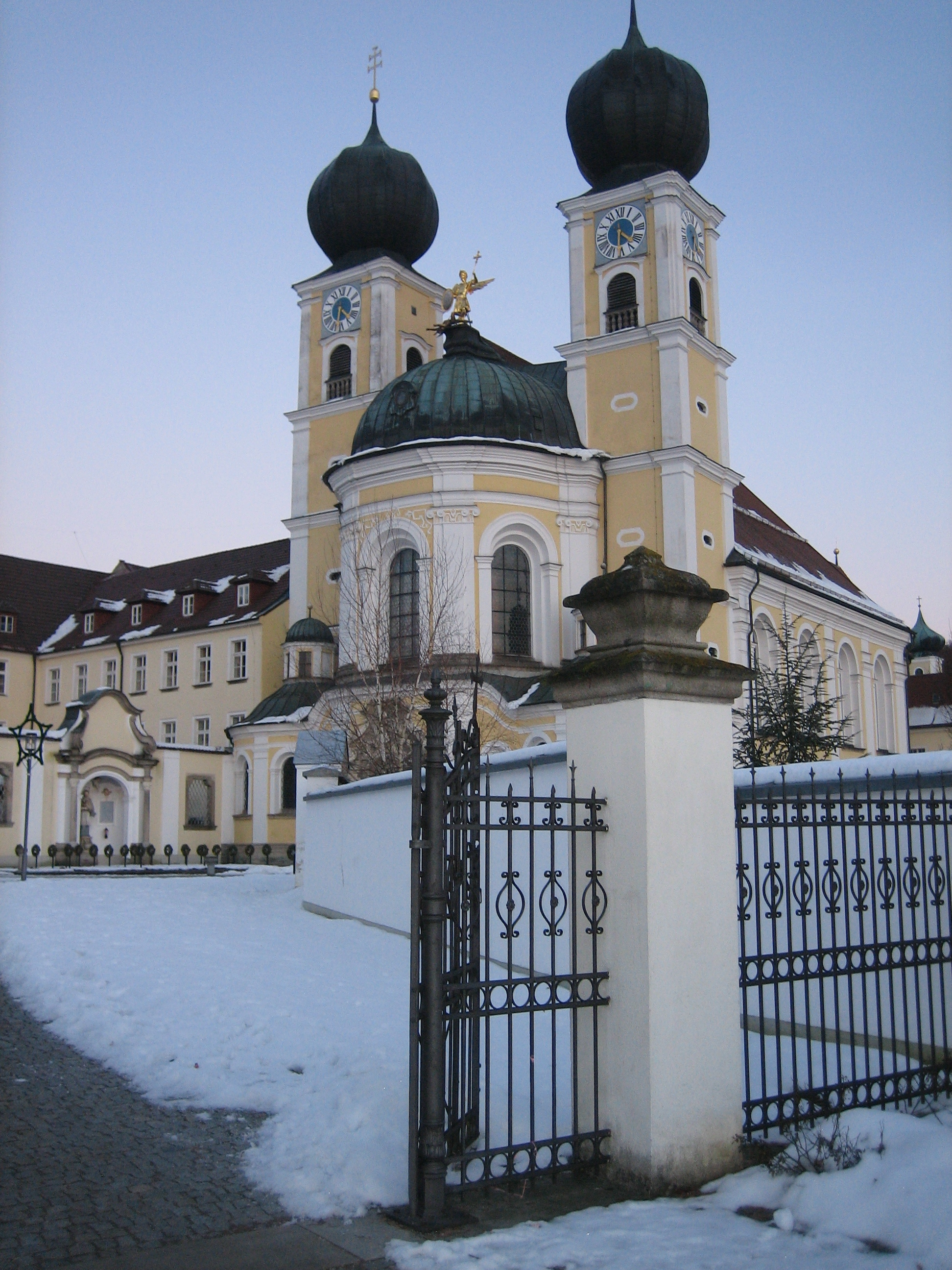
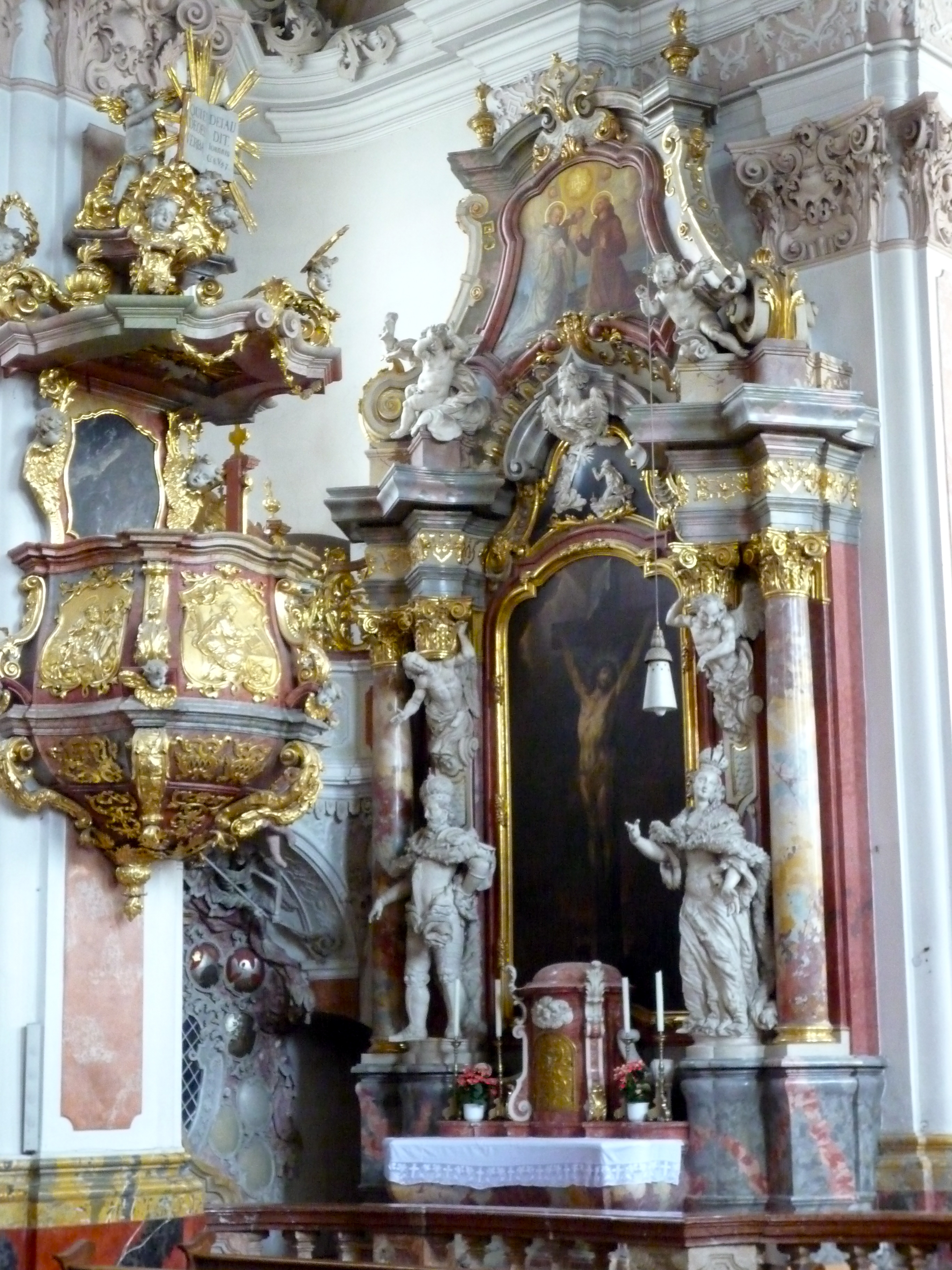
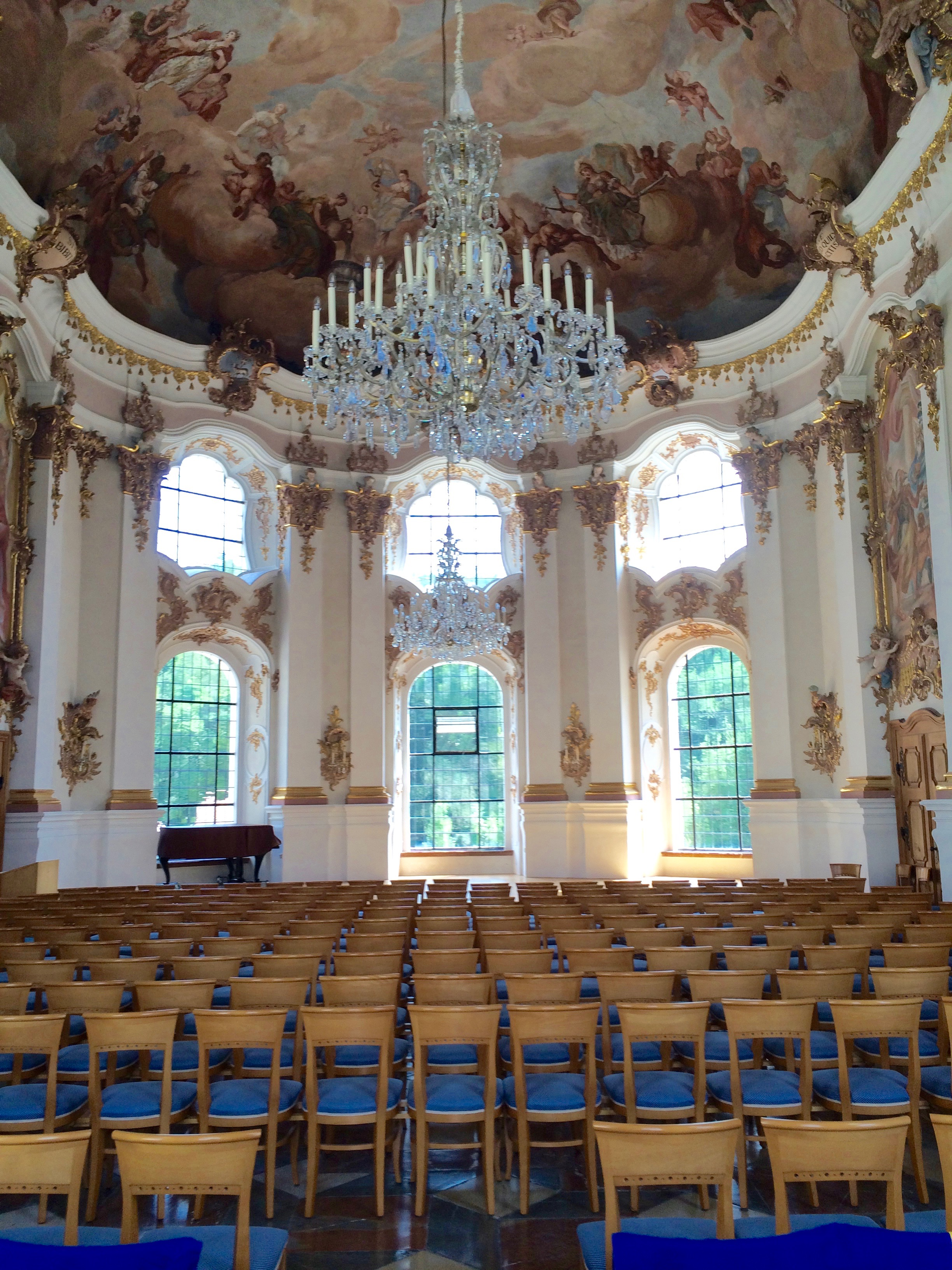

## Nevezetességek
- Benedekrendi kolostor
- Kolostortemplom
- Himmelberg-kastély